# Laonome kroyeri
Laonome kroyeri är en ringmaskart. Laonome kroyeri ingår i släktet Laonome och familjen Sabellidae. Inga underarter finns listade i Catalogue of Life.